# So Help Me Todd
So Help Me Todd es una serie de televisión de drama legal estadounidense, creada por Scott Prendergast, que se estrenó el 29 de septiembre de 2022 en CBS. La serie sigue a un investigador privado talentoso pero sin dirección, que de mala gana acepta trabajar en el bufete de abogados de su autoritaria madre. Está protagonizada por Marcia Gay Harden, Skylar Astin, Madeline Wise, Tristen J. Winger, Inga Schlingmann y Rosa Arrendondo. En febrero de 2023, la serie fue renovada para una segunda temporada, que se estrenó el 15 de febrero de 2024. En abril de 2024, la serie fue cancelada tras dos temporadas.

## Trama
La serie sigue a Todd, cuyos instintos como investigador privado son buenos, pero carece de dirección y es la oveja negra de su familia. Ante la insistencia de su obstinada madre, Margaret, Todd acepta a regañadientes trabajar en su bufete de abogados de Portland, Oregón, como investigador interno. Margaret cree en adherirse estrictamente a la ley, lo cual está en completo desacuerdo con la tendencia de Todd de doblegar la ley para resolver situaciones difíciles.

## Reparto

### Principales
- Marcia Gay Harden como Margaret
- Skylar Astin como Todd
- Madeline Wise como Allison
- Tristen J. Winger como Lyle
- Inga Schlingmann como Susan
- Rosa Evangelina Arredondo como Francey

### Recurrentes
- Jeffrey Nordling como Gus Easton
- Leslie Silva como Beverly Crest

### Invitados
- Briga Heelan como Amy

## Episodios
| Temporada | Temporada | Episodios | Episodios | Emisión original         | Emisión original   |
| Temporada | Temporada | Episodios | Episodios | Primera emisión          | Última emisión     |
| --------- | --------- | --------- | --------- | ------------------------ | ------------------ |
|           | 1         | 21        | 21        | 29 de septiembre de 2022 | 18 de mayo de 2023 |
|           | 2         | 10        | 10        | 15 de febrero de 2024    | 16 de mayo de 2024 |

### Primera temporada (2022–23)
| N.º en serie | N.º en temp. | Título                                  | Dirigido por          | Escrito por                             | Fecha de emisión original | Audiencia (millones) |
| ------------ | ------------ | --------------------------------------- | --------------------- | --------------------------------------- | ------------------------- | -------------------- |
| 1            | 1            | «Pilot»                                 | Amy York Rubin        | Scott Prendergast                       | 29 de septiembre de 2022  | 4.82                 |
| 2            | 2            | «Co-Pilot»                              | Michael Spiller       | Scott Prendergast                       | 6 de octubre de 2022      | 4.41                 |
| 3            | 3            | «Second Second Chance»                  | Robert Duncan McNeill | Lisa Kyonga Parsons                     | 13 de octubre de 2022     | 4.49                 |
| 4            | 4            | «Corduroy Briefs»                       | Nancy Hower           | Elizabeth J.B. Klaviter y Nicole French | 20 de octubre de 2022     | 4.30                 |
| 5            | 5            | «Let the Wright One In»                 | Keith Powell          | Andy Berman                             | 27 de octubre de 2022     | 4.62                 |
| 6            | 6            | «So Help Me Pod»                        | Randy Zisk            | April Fitzsimmons                       | 3 de noviembre de 2022    | 3.93                 |
| 7            | 7            | «Long Lost Lawrence»                    | Daniella Eisman       | Scott Prendergast y Stefanie Woodburn   | 10 de noviembre de 2022   | 4.37                 |
| 8            | 8            | «Big Bang Theories»                     | Nancy Hower           | Ira Madison III                         | 8 de diciembre de 2022    | 4.48                 |
| 9            | 9            | «Swipe Wright»                          | Michael Spiller       | Jamie Pachino                           | 15 de diciembre de 2022   | 4.70                 |
| 10           | 10           | «The Devil You Know»                    | Kabir Akhtar          | Lisa Kyonga Parsons                     | 5 de enero de 2023        | 4.80                 |
| 11           | 11           | «Side Effects May Include Murder»       | Daniel Willis         | Andy Berman                             | 12 de enero de 2023       | 4.90                 |
| 12           | 12           | «Psilo-Sibling»                         | Ali LeRoi             | April Fitzsimmons y Nicole French       | 2 de febrero de 2023      | 5.16                 |
| 13           | 13           | «Wall of Fire»                          | Wendey Stanzler       | Scott Prendergast                       | 9 de febrero de 2023      | 5.30                 |
| 14           | 14           | «Against All Todds»                     | Brad Silberling       | Jamie Pachino                           | 2 de marzo de 2023        | 4.64                 |
| 15           | 15           | «Ivan the Terrible»                     | Jay Karas             | Steven Paul Martinez                    | 9 de marzo de 2023        | 4.60                 |
| 16           | 16           | «Twelve Worried Persons»                | Ali LeRoi             | Scott Prendergast                       | 30 de marzo de 2023       | 4.29                 |
| 17           | 17           | «The First Date Is the Deepest»         | Daniel Willis         | Earl Davis                              | 13 de abril de 2023       | 4.55                 |
| 18           | 18           | «Gloom and Boom»                        | Nick Gomez            | Stefanie Mah Woodburn                   | 27 de abril de 2023       | 4.76                 |
| 19           | 19           | «86'd»                                  | Larry Teng            | Lisa Kyonga Parsons                     | 4 de mayo de 2023         | 4.85                 |
| 20           | 20           | «More Fang for Your Chuck»              | Stuart Gillard        | Elizabeth J.B. Klaviter y Nicole French | 11 de mayo de 2023        | 4.53                 |
| 21           | 21           | «Are You There Todd? It's Me, Margaret» | Nancy Hower           | Scott Prendergast                       | 18 de mayo de 2023        | 4.41                 |

### Segunda temporada (2024)
| N.º en serie | N.º en temp. | Título                     | Dirigido por   | Escrito por                                 | Fecha de emisión original | Audiencia (millones) |
| ------------ | ------------ | -------------------------- | -------------- | ------------------------------------------- | ------------------------- | -------------------- |
| 22           | 1            | «Iceland Was Horrible»     | Nancy Hower    | Scott Prendergast                           | 15 de febrero de 2024     | 4.91                 |
| 23           | 2            | «Your Day In Court»        | Nick Gomez     | Jamie Pachino                               | 22 de febrero de 2024     | 4.27                 |
| 24           | 3            | «The Queen of Courts»      | Daniel Willis  | Steve Paul Martinez                         | 29 de febrero de 2024     | 4.53                 |
| 25           | 4            | «Dial Margaret For Murder» | Robin Givens   | Stefanie Mah Woodburn                       | 14 de marzo de 2024       | 4.18                 |
| 26           | 5            | «End On A High Note»       | Marcus Stokes  | Nicole French                               | 11 de abril de 2024       | 4.33                 |
| 27           | 6            | «Is The Jury Out?»         | Todd Holland   | Scott Prendergast y Katherine Langenfeld    | 18 de abril de 2024       | 4.59                 |
| 28           | 7            | «Faux-Bituary»             | Nancy Hower    | Wendy Mericle                               | 25 de abril de 2024       | 4.48                 |
| 29           | 8            | «P.I.'s Wide Shut»         | Ruba Nadda     | Earl Davis                                  | 2 de mayo de 2024         | 4.17                 |
| 30           | 9            | «The Broker»               | Nancy Hower    | Wendy Mericle                               | 9 de mayo de 2024         | 4.41                 |
| 31           | 10           | «The Tooth Is Out There»   | Stuart Gillard | Scott Prendergast y Elizabeth J.B. Klaviter | 16 de mayo de 2024        | 4.40                 |

## Producción

### Desarrollo
El 3 de febrero de 2022, se anunció que CBS había ordenado el piloto de un drama legal sin título de madre e hijo de Scott Prendergast. La serie es producida por Prendergast, Dr. Phil McGraw, Jay McGraw y Julia Eisenmann. El episodio piloto también fue escrito por Prendergast. El 15 de marzo de 2022, Liz Kruger y Craig Shapiro se unieron a la serie como showrunners y productores ejecutivos. El 12 de mayo de 2022, la producción recibió una orden de serie con el título de So Help Me Todd. También se anunció que Elizabeth Klaviter había reemplazado a Kruger y Shapiro como showrunner de la serie. La serie se estrenó el 29 de septiembre de 2022. El 19 de octubre de 2022, la serie recibió un pedido de temporada completa. El 2 de febrero de 2023, CBS renovó la serie para una segunda temporada. La segunda temporada se estrenó el 15 de febrero de 2024. El 19 de abril de 2024, CBS canceló la serie tras dos temporadas.

### Casting
En marzo de 2022, se anunció que Geena Davis había firmado para protagonizar la serie. Poco después, se anunció que Skylar Astin protagonizaría junto a ella, como su hijo. Madeline Wise e Inga Schlingmann también se unieron al elenco en papeles principales. Después de haber filmado el piloto, se anunció que Davis había salido de la serie. El 23 de marzo de 2022, se anunció que Marcia Gay Harden había reemplazado a Davis. Unos días después, se anunció que Rosa Arredondo y Tristen J. Winger también se habían unido al elenco principal de la serie. El 3 de marzo de 2023, se informó de que Briga Heelan actuaría como estrella invitada en el episodio de la serie del 30 de marzo titulado «Twelve Worried Persons».

### Rodaje
La producción del piloto comenzó en marzo de 2022 en Vancouver, Columbia Británica. El rodaje del resto de la temporada comenzó el 27 de julio de 2022 y concluyó el 11 de abril de 2023. Una oficina de TD Bank en el centro de Vancouver sirve como el bufete de abogados de Margaret.

## Recepción

### Críticas
El sitio web Rotten Tomatoes, la serie tiene un índice de aprobación del 50%, basado en 8 reseñas. Metacritic, que utiliza un promedio ponderado, asignó una puntuación de 51 sobre 100 basada en 6 reseñas, lo que indica «críticas mixtas o promedio».

### Audiencias

#### Temporada 1
| N.º | Título                                  | Fecha de emisión         | ÍA/CP (18–49) | Audiencia (millones) | DVR (18–49) | Audiencia DVR (millones) | Total (18–49) | Audiencia total (millones) |
| --- | --------------------------------------- | ------------------------ | ------------- | -------------------- | ----------- | ------------------------ | ------------- | -------------------------- |
| 1   | «Pilot»                                 | 29 de septiembre de 2022 | 0.4           | 4.82                 | 0.2         | 1.79                     | 0.6           | 6.60                       |
| 2   | «Co-Pilot»                              | 6 de octubre de 2022     | 0.3           | 4.41                 | 0.2         | 1.95                     | 0.5           | 6.35                       |
| 3   | «Second Second Chance»                  | 13 de octubre de 2022    | 0.4           | 4.49                 | 0.2         | 1.68                     | 0.6           | 6.17                       |
| 4   | «Corduroy Briefs»                       | 20 de octubre de 2022    | 0.3           | 4.30                 | 0.2         | 1.76                     | 0.5           | 6.06                       |
| 5   | «Let the Wright One In»                 | 27 de octubre de 2022    | 0.3           | 4.62                 | 0.2         | 1.76                     | 0.5           | 6.38                       |
| 6   | «So Help Me Pod»                        | 3 de noviembre de 2022   | 0.3           | 3.93                 | 0.2         | 1.80                     | 0.5           | 5.73                       |
| 7   | «Long Lost Lawrence»                    | 10 de noviembre de 2022  | 0.3           | 4.37                 | 0.2         | 1.83                     | 0.5           | 6.20                       |
| 8   | «Big Bang Theories»                     | 8 de diciembre de 2022   | 0.4           | 4.48                 | —           | —                        | —             | —                          |
| 9   | «Swipe Wright»                          | 15 de diciembre de 2022  | 0.4           | 4.70                 | —           | —                        | —             | —                          |
| 10  | «The Devil You Know»                    | 5 de enero de 2023       | 0.4           | 4.80                 | 0.2         | 1.84                     | 0.6           | 6.63                       |
| 11  | «Side Effects May Include Murder»       | 12 de enero de 2023      | 0.4           | 4.90                 | 0.2         | 1.87                     | 0.6           | 6.77                       |
| 12  | «Psilo-Sibling»                         | 2 de febrero de 2023     | 0.4           | 5.16                 | —           | —                        | —             | —                          |
| 13  | «Wall of Fire»                          | 9 de febrero de 2023     | 0.4           | 5.30                 | —           | —                        | —             | —                          |
| 14  | «Against All Todds»                     | 2 de marzo de 2023       | 0.3           | 4.64                 | —           | —                        | —             | —                          |
| 15  | «Ivan the Terrible»                     | 9 de marzo de 2023       | 0.3           | 4.60                 | —           | —                        | —             | —                          |
| 16  | «Twelve Worried Persons»                | 30 de marzo de 2023      | 0.3           | 4.29                 | —           | —                        | —             | —                          |
| 17  | «The First Date Is the Deepest»         | 13 de abril de 2023      | 0.3           | 4.55                 | —           | —                        | —             | —                          |
| 18  | «Gloom and Boom»                        | 27 de abril de 2023      | 0.4           | 4.76                 | —           | —                        | —             | —                          |
| 19  | «86'd»                                  | 4 de mayo de 2023        | 0.3           | 4.85                 | —           | —                        | —             | —                          |
| 20  | «More Fang for Your Chuck»              | 11 de mayo de 2023       | 0.4           | 4.53                 | —           | —                        | —             | —                          |
| 21  | «Are You There Todd? It's Me, Margaret» | 18 de mayo de 2023       | 0.3           | 4.41                 | —           | —                        | —             | —                          |

#### Temporada 2
| N.º | Título                     | Fecha de emisión      | ÍA (18–49) | Audiencia (millones) | DVR (18–49) | Audiencia DVR (millones) | Total (18–49) | Audiencia total (millones) |
| --- | -------------------------- | --------------------- | ---------- | -------------------- | ----------- | ------------------------ | ------------- | -------------------------- |
| 1   | «Iceland Was Horrible»     | 15 de febrero de 2024 | 0.4        | 4.91                 | —           | —                        | —             | —                          |
| 2   | «Your Day In Court»        | 22 de febrero de 2024 | 0.3        | 4.27                 | —           | —                        | —             | —                          |
| 3   | «The Queen of Courts»      | 29 de febrero de 2024 | 0.3        | 4.53                 | —           | —                        | —             | —                          |
| 4   | «Dial Margaret For Murder» | 14 de marzo de 2024   | 0.4        | 4.18                 | 0.1         | 1.75                     | 0.5           | 5.93                       |
| 5   | «End On A High Note»       | 11 de abril de 2024   | 0.4        | 4.33                 | —           | —                        | —             | —                          |
| 6   | «Is The Jury Out?»         | 18 de abril de 2024   | 0.3        | 4.59                 | —           | —                        | —             | —                          |
| 7   | «Faux-Bituary»             | 25 de abril de 2024   | 0.3        | 4.48                 | —           | —                        | —             | —                          |
| 8   | «P.I.'s Wide Shut»         | 2 de mayo de 2024     | 0.3        | 4.17                 | —           | —                        | —             | —                          |
| 9   | «The Broker»               | 9 de mayo de 2024     | 0.3        | 4.41                 | —           | —                        | —             | —                          |
| 10  | «The Tooth Is Out There»   | 16 de mayo de 2024    | 0.4        | 4.40                 | —           | —                        | —             | —                          |